# Waktu Rehat
Waktu Rehat (Break Time) là một phiên bản tiếng Mã Lai của As The Bell Rings dựa trên series của Disney Channel Ý, Quelli dell'intervallo. Đây là chương trình duy nhất chỉ sử dụng tiếng Malaysia với phụ đề Tiếng Anh. Nó sẽ chỉ được chiếu trên Disney Channel Asia và Disney Channel Malaysia, khởi chiếu vào ngày 31 tháng 8 năm 2010 và mỗi thứ bảy và chủ nhật vào 12:00pm (giờ Malaysia). Tập đầu tiên, được gọi là "Durian Breath" đã được chiếu trực tuyến vào ngày 18 tháng 8 năm 2010 trên website Disney Channel Asia.

## Nhân vật
- Wai Chong - Một lớp trưởng mang kính và mặc áo khoác, và là một học sinh gốc Hoa. Cậu là một tín đồ lớn của các quy định của trường, cậu thuộc lòng các điều luật và luôn cố gắng để không ai vi phạm nó, tiếc thay ai cũng vi phạm nó.
- Faiz - Một học sinh người Mã Lai. Cậu cũng mặc một chiếc áo khoác. Cậu rất tinh quái, rất thích nhảy, cậu hay đến và đi một cách âm thầm và bí mật sao cho không dính vào các rắc rối, nhưng đồng thời cậu cũng là 1 người bạn rất tốt và có thể lấy cho bạn bất cứ thứ gì bạn cần.
- Johan Hamzah - Một học sinh người Mã Lai và là nhân vật chính. Cậu thích giúp đỡ bạn bè và nghịch ngợm cùng với Faiz và Syed. Cậu là người bạn tốt nhất của Syed. Cậu cũng là đội trưởng đội thể thao của trường, tuy nhiên cậu rất sợ gián. Cậu chỉ xuất hiện trong mùa 1 vì từ mùa 2 cậu chuyển sang học tại một trường thể thao.
- Syed[1] - Một học sinh người Mã Lai, cậu cũng là nhân vật chính như Johan. Cậu là một kẻ bày trò và hay chơi khăm bạn bè của mình, có thể nói mỗi khi có rắc rối mọi người đều nghĩ đến ngay cậu. Cậu rất thích Amirah nhưng lần nào cũng tỏ tình thất bại.
- Amirah Aminuddin[1] - Một học sinh nữ người Mã Lai. Cô cũng là cô gái nổi tiếng nhất trong trường học và là hoa khôi của trường. Cô phong cách và luôn mong muốn mình sẽ được nổi tiếng và xinh đẹp. Cô ấy cũng rất gợi cảm.
- Luna[2] - Một học sinh người Mã Lai, thông minh và tháo vát, và rất quyết liệt trong việc giúp đỡ mọi người. Cô luôn luôn đeo  jilbab hay khăn trùm đầu. Không gì có thể làm cô nản lòng hay chán nản do động cơ của cô ấy trong cuộc sống.
- Suresh [2] - Một học nam sinh gốc Ấn, thích thực phẩm (trừ roti canai), chỉ với việc nếm thử một món ăn cậu ấy có thể nói rõ các thành phần tạo thành món ăn đó, đồng thời cậu cũng là 1 người nấu ăn rất cừ khôi, cậu là nam sinh duy nhất trong đội nấu ăn của trường.
- Mindy [2] - Một học sinh nữ gốc Hoa, là một phóng viên trưởng của bảng tin trường học. Cô thường thấy đeo mắt kính và tóc hai đuôi ngựa, cô luôn mang đến cho mọi người những tin mới nhất.
- Kieran[2] - Một học sinh nữ người Mã Lai, là một tomboy biết võ taekwando, cô luôn mong sẽ trở thành 1 nữ trưởng thể thao của trường.
- Julie Hamzah[2] - Một nữ thủ thư người Mã Lai, thích đọc (đặc biệt là truyện thanh thiếu niên hư cấu và lãng mạn), mơ mộng về một hoàng tử giống như Nick Jonas. Cô là em gái của Johan.
- Anding - Một học sinh nam người Mã Lai, có biệt danh là "Giáo sư". Cậu thường được nhìn thấy đang đeo kính, cậu là 1 người thông minh và học cực kì giỏi, mọi người hay đến hỏi bài cậu. Tuy nhiên, cậu cũng đồng thời là 1 cựu thể thao cực kì yếu, ngay cả việc xách giỏ cậu cũng thấy quá nặng. Cậu rất thích Luna nhưng luôn không biết làm thế nào để bày tỏ với cô.
- Adam - Xuất hiện từ mùa 2, là một chàng trai mê âm nhạc nhưng thiếu tự tin ở bản thân mặc dù có tính cách thu hút.
- Rosie - Xuất hiện ở mùa 3, là một cô gái mũm mĩm có ước mơ trở thành nữ phi hành gia đầu tiên của Malaysia.

## Diễn viên
| Nhân vật  | Tên diễn viên                              |
| --------- | ------------------------------------------ |
| Wai Chong | Nicholas Cheng                             |
| Faiz      | Addy Ashraf                                |
| Syed      | Mohd. Nazreen Norzali                      |
| Johan     | Nik Muhd. Farith Adruce                    |
| Amirah    | Nurul Elfira Loy                           |
| Luna      | Tengku Iezahdiyana Nurhanie Tengku Alaudin |
| Suresh    | Muhammad Nasiruddin Nasir                  |
| Mindy     | Cindy Alisha                               |
| Kieran    | Sharon Alaina Stephen                      |
| Julie     | Farhanna Qismina                           |
| Anding    | Amirul Hakim                               |

## Chương trình Thử thách
Chương trình thử thách là chương trình trò chơi mà người dẫn chương trình và thí sinh đều là các nhân vật. Chương trình này chỉ chiếu trên website chính thức của phim
1. "Thử thách Shuffle - Shuffle challenge" dẫn chương trình bởi Faiz
2. "Thử thách Ăn sầu riêng - Durian eating challenge" dẫn chương trình bởi Kieran
3. "Thử thách Vật ngón tay cái - Thumb wrestling challenge" dẫn chương trình bởi Mindy
4. "Thử thách Trang trí bánh sinh nhật - Cake decorating challenge" dẫn chương trình bởi Anding
5. "Thử thách Làm vè - Pantun challenge" dẫn chương trình bởi Luna
6. "Thử thách Trang điểm - Make-up challenge" dẫn chương trình bởi Amirah
7. "Thử thách Đọc Rap - Rapping challenge" dẫn chương trình bởi Syed
8. "Thử thách Bắt chước - Impersonations challenge" dẫn chương trình bởi Wai Chong

## Danh sách tập phim
| Episode # | Tên                                               | Ngày phát sóng đầu tiên   |
| --- | ------------------------------------------------- | ------------------------- |
| 1 | "Durian Breath / Nafas Durian"                    | ngày 31 tháng 8 năm 2010  |
| Amirah có hơi thở hôi vì đã ăn nhiều sầu riêng. Syed liền "chiếm" trái tim của cô nàng bằng cách làm cho hơi thở của mình giống hơi thở của Amirah. Số luật: 302B, 5D |                                                   |                           |
| 2 | "Cinderella"                                      | ngày 4 tháng 9 năm 2010   |
| Wai Chong được cứu giúp một cách bất ngờ. Syed và Johan phải giúp cậu tìm được "Nàng Lọ lem". Đầu tiên, họ nghi ngờ là nàng Lọ lem này là Suresh, bởi vì cậu bị mất giày và đang dùng cặp màu hồng của em gái. Sau đó họ lại nghi ngờ nàng Lọ lem là Luna bởi vì cô bị mất một chiếc giày đã được đựng trong một cái hộp màu hồng. Và đến cuối tập, Syed và Johan bị phạt phải đánh bóng giày. Số luật: 3082A |                                                   |                           |
| 3 | "Brotherly Love / Abang Oh Abang"                 | ngày 5 tháng 9 năm 2010   |
| Johan rất buồn vì phát hiện ra là em gái của mình, Julie, có bạn trai trông rất giống Nick Jonas. Syed cùng với Faiz lén lấy vở toán của cô nàng và nhìn thấy ảnh của cô, sau đó họ hỏi các bạn rằng anh chàng kia là ai. Nhưng các bạn cười vào mặt họ và khi Mindy giải thích rằng đó là cuộc thi Camp Rock 2: The Final Jam thì Syed và Johan mới biết người chiến thắng sẽ được chụp ảnh với Nick Jonas và người chiến thắng chính là Julie. Ở phần kết, bạn trai thực sự của Julie nhập học và tên cậu ấy là Nik. Rule Numbers: No rule numbers. |                                                   |                           |
| 4 | "Birthday Surprise / Selamat Harijadi"            | ngày 11 tháng 9 năm 2010  |
| Anding rất giận Syed vì đã chơi khăm cậu vào ngày sinh nhật. Khi Syed biết được rằng hôm nay là sinh nhật của Anding từ Amirah, Syed đã quyết định xin lỗi và tạo một bất ngờ cho sinh nhật Anding. Nhưng Wai Chong nghi ngờ Syed đang định tạo nên một trò chơi khăm nữa với Anding, ngăn cản "trò chơi khăm" đó khỏi Anding và khi Anding quyết định đối mặt với nỗi sợ hãi của cậu ấy,thì thấy Suresh đang ăn chiếc bánh. Rule Numbers: 2055F |                                                   |                           |
| 5 | "Suresh's Secret Recipe / Resepi Rahsia Suresh"   | ngày 12 tháng 9 năm 2010  |
| When there is a Curry Puff competition coming up, Syed finds out that Amirah loves boys who can cook and decides to enter. At first, Syed's filling was very hot & spicy but then discovers Suresh's cooking talent and decides to swap his Curry Puff's with Suresh's. And then, at the competition, Amirah loves 'Suresh's Curry Puffs' and it turns out that Amirah loves very hot & spicy Curry Puffs much to Syed's dismay. Rule Numbers: No rule numbers. |                                                   |                           |
| 6 | "Amnesia / Amnesia"                               | ngày 18 tháng 9 năm 2010  |
| Johan loses his memory in a sporting accident, some friends help to gain his memory back, others mischievously try to take advantage of the situation. And Johan ended up gaining his memory back and found out that Julie was behind the whole thing. Rule numbers: 532B, 382 A Paragraph 5 |                                                   |                           |
| 7 | "King of the School / Raja Sekolah"               | ngày 19 tháng 9 năm 2010  |
| Wai Chong is reading a book on how to get the Principal's power, then falls to the floor because of Syed. Then Syed told everyone the Principal is gone and needs someone to replace him. Everyone requests that Wai Chong be the principal and he agrees. Then he becomes the king, then the emperor of the school. Faiz tries to be emperor by telling some things, and make Amirah his queen, and the throne was his. And everyone told Wai Chong that everything's a dream. When Wai Chong is already awake, everyone ran because they saw the Principal. Wai Chong, thinking he's dreaming again, shouted at the Principal and gets detention. Rule numbers: 633C Paragraph 10, 115B, 303/303E |                                                   |                           |
| 8 | "Let's Get Fit / Hidup Sihat"                     | ngày 25 tháng 9 năm 2010  |
| Anding felt bad when he couldn't keep up with Luna on their way to school, so Johan decided to help him exercise. Turned out, Luna liked guys with brains, not "strong and macho". At the end, Anding dated Kieran, who can accept his level of fitness. Rule numbers: No rule numbers. |                                                   |                           |
| 9 | "The Shuffle Champion / Juara Shuffle"            | ngày 25 tháng 9 năm 2010  |
| Faiz kept teasing Anding about how he can't shuffle, so Anding challenged Faiz to a shuffle competition. At the end Anding won the contest and Faiz runs away, shocked after he lost the match. Rule numbers: No rule numbers. |                                                   |                           |
| 10 | "Bowling Buddies / Rakan Bowling"                 | ngày 26 tháng 9 năm 2010  |
| Johan and Amirah were supposed to be bowling buddies at the bowling competition, but Johan got injured, so Kieran was the substitute. Amirah was afraid that she can't meet cute guys anymore so Mindy, Luna and she tried to turn Kieran into a girl. Rule numbers: No rule numbers. |                                                   |                           |
| 11 | "Fortune Teller / Mesin Ahli Nujum"               | ngày 26 tháng 9 năm 2010  |
| Anding was sick of not knowing when Luna would come near him when he wasn't ready, so Suresh suggested that Anding should make a fortune teller. So he did, and named it Luna Too. Wai Chong saw it and tried to use it to tell when students were gonna break the rules. Sometimes, he got the wrong meaning and punished the students for the wrong reason. When Luna Too didn't say that Luna won't accept Anding's flowers, he got so mad that he smashed her. Rule numbers: No rule numbers. |                                                   |                           |
| 12 | "Haunted Help / Pertolongan Pak Syukor"           | ngày 13 tháng 11 năm 2010 |
| Syed and Suresh fall for Johan's prank and decide to visit their 'haunted' school at night to ask the 'resident' ghost for answers to their upcoming History test. At last, Anding runs away too because of the voice of 'resident' ghost. Rule numbers: No rule numbers. |                                                   |                           |
| 13 | "Solar Eclipse / Gerhana"                         | ngày 13 tháng 11 năm 2010 |
| For the first time, the solar eclipse occurred, Syed and Johan are fooled by the rest into thinking that their bodies have been swapped due to a solar eclipse. Finally, Johan and Syed got pranked by all swapped students. Rule numbers: 3000A |                                                   |                           |
| 14 | "Nice Luna, Naughty Luna / Luna Baik, Luna Nakal" | ngày 4 tháng 12 năm 2010  |
| Luna's identical-looking cousin, Lina, is visiting the school but before Luna can show her around and introduce her to all her friends, Luna gets a massive tummyache and has to go to the toilet. Luna's friends start mistaking Lina for Luna, and Lina decides to disguise as Luna for the day. Rule numbers: No rule numbers. |                                                   |                           |
| 15 | "The Bully/ Kaki Buli"                            | ngày 30 tháng 12 năm 2010 |
| A new student arrives and turns out to be a bully. Everyone faces the bully but end up getting beaten up by him. So Luna devises a plan to teach a bully a lesson. Rule Numbers: No rule numbers. |                                                   |                           |
| 16 | "Gossip/ Gosip"                                   | ngày 30 tháng 12 năm 2010 |
| Mindy announces that a new student, Azza, will be joining the school. Supposedly she is very pretty and very smart, and the boys immediately make plans to impress her in their own individual ways. Finally, Azza turned out to be a boy Rule numbers: No rule numbers. |                                                   |                           |

## Các luật
Trong chuyên mục "Phía sau hậu trường của Waktu Rehat", Nicholas Cheng (thủ vai Wai Chong trong phim) tiết lộ có tới 54,321 điều được ghi trong quy định của Sekolah Menengah Jalan Mas (gọi tắt là SM Jalan Mas, tức trường Phổ thông Jalan Mas). Sau đây chỉ là một số quy định điển hình xuất hiện trong phim:
- Điều 302B - Không được để hơi thở hôi.
- Điều 5D - Không ném rác vào hồ cá.
- Điều 3082A - Không được trêu chọc ban cán sự
- Điều 300A - Không giở trò trả thù.
- Điều 2055F - Không làm ướt sàn.
- Điều 532B - Không được cho gián nhựa vào bánh sandwich của ban cán sự.
- Khoản 5, Điều 382A - Không được lừa cán sự và không được đổ lỗi cho bạn thân.
- Khoản 10, Điều 633C - Không được nhảy Shuffle trong trường.
- Điều 115B - Không được ăn ở bất kì đâu trừ căng-tin.
- Điều 303/303E - Không được nói dối vua về sự thật. (Được Wai Chong chế ra trong mơ)
- Điều 3000A - Không tung tin bậy. (Amirah trở thành cán sự trong tập 13).